# Porcellio domesticus
Porcellio domesticus là một loài chân đều trong họ Porcellionidae. Loài này được Fric [Fritsch] miêu tả khoa học năm 1872.